# Мйончин-Дужи
Мйончин-Дужи (пол. Miączyn Duży) — село в Польщі, у гміні Шренськ Млавського повіту Мазовецького воєводства.
Населення — 569 осіб (2011).
У 1975-1998 роках село належало до Цехановського воєводства.

## Демографія
Демографічна структура станом на 31 березня 2011 року:
|          | Загалом | Допрацездатний вік | Працездатний вік | Постпрацездатний вік |
| -------- | ------- | ------------------ | ---------------- | -------------------- |
| Чоловіки | 315     | 57                 | 234              | 24                   |
| Жінки    | 254     | 56                 | 161              | 37                   |
| Разом    | 569     | 113                | 395              | 61                   |